# Karsten Scheuren
Karsten Scheuren (* 1970 in München) ist ein deutscher Dokumentarfilmer. Er wuchs am Schliersee auf und lebt heute in Mitterdarching, etwa 30 Kilometer südlich von München.

## Leben
Scheuren besuchte das Gymnasium Tegernsee und studierte zunächst sechs Jahre Medienrecht, Politik- und Kommunikationswissenschaft an der Ludwig-Maximilians-Universität München. Während seines Studiums arbeitete er als freier Autor für verschiedene öffentlich-rechtliche und private Fernsehsender. Anschließend war Scheuren von 1999 bis 2002 Mitarbeiter in einem Münchner Redaktionsbüro.
Seit 2002 ist Scheuren Chef vom Dienst in der ProSieben-Redaktion Galileo.

## Film
Unter dem Titel „Sieben Tage im September“ drehte Karsten Scheuren 2012 einen Dokumentarfilm über die beiden Extremskibergsteiger und Speedkletterer Sebastian Haag und Benedikt Böhm. Neben dem persönlichen Umfeld und der Rivalität der beiden ist der Versuch einer gemeinsamen Speedbesteigung des 8.-höchsten Achttausenders Manaslu zentrales Thema. Dabei wird auch das tragische Lawinenunglück hautnah geschildert, bei dem Haag und Böhm als erste am Unfallort waren und einige Bergkameraden retten konnten, aber auch 11 Tote zu beklagen waren. Drastisch schildert Scheuren den unbedingten Willen der beiden Extremkletterer zum – dann nur teilweise geglückten – Gipfelerfolg im Angesicht des Todes. Der Film dauert 1:21 h und startete am 11. Dezember 2014.

## Auszeichnungen
- 2008 wurde er mit dem Bayerischen Fernsehpreis als Autor und Regisseur für Grab in eisigen Höhen – Bergung aus der Todeszone geehrt.
- 2010 erhielt Scheuren zusammen mit seinem Partner Bernhard Albrecht für die Dokumentation Karawane der Hoffnung den Adolf-Grimme-Preis.[4]  Der Film zeigt den Kampf junger afrikanischer Frauen gegen die Verstümmelung weiblicher Genitalien.[5]